# Sembra de núvols

La sembra dels núvols es pot fer per generadors des de terra, avions o coets.

La sembra de núvols, una forma intencional de control del temps meteorològic, és l'intent de canviar la quantitat o tipus de precipitació que cau des dels núvols, mitjançant la dispersió de substàncies dins l'aire que serveixin de nuclis de condensació o nuclis de gel, els quals alteren els processos microfísics dins el núvol. Normalment s'intenta incrementar la precipitació (pluja o neu), però també és àmpliament practicada la supressió de les pedregades i la boira en els aeroports.
Les substàncies químiques més comunes que es fan servir per sembrar els núvols inclouen el iodur d'argent i el gel sec (diòxid de carboni sòlid). També es fa servir propà líquid el qual s'expandeix com a gas. Això produeix cristalls de gel a temperatures més altes que el iodur d'argent. L'ús de materials higroscòpics com la sal. ha passat a ser cada vegada més popular.
La sembra de núvols requereix que aquests continguin aigua líquida sobrerefredada, és a dir en estat líquid per sota dels 0 °C. La introducció d'una substància com el iodur d'argent induirà la nucleació congelant.
Es va provar també un mecanisme electrònic l'any 2010 amb làser infraroig dirigits directament sobre l'aire a Berlín, l'experiment va ser a càrrec de científics de la Universitat de Ginebra. L'experiment va demostrar que els raigs làser podien encoratjar el diòxid de sofre de l'atmosfera i el diòxid de nitrogen per a formar partícules que podrien actuar com llavors del procés de sembra de núvols.

## Efectivitat
La sembra de núvols s'ha mostrat efectiva per alterar l'estructura dels núvols i la seva mida i en convertir l'aigua líquida superrefredada a partícules de gel. Resulta difícil de quantificar la quantitat de precipitació motivada per la sembra de núvols. En la sembra de núvols feta a l'hivern hi ha una evidència estadística d'un increment del 10% en la precipitació de neu.

## Història

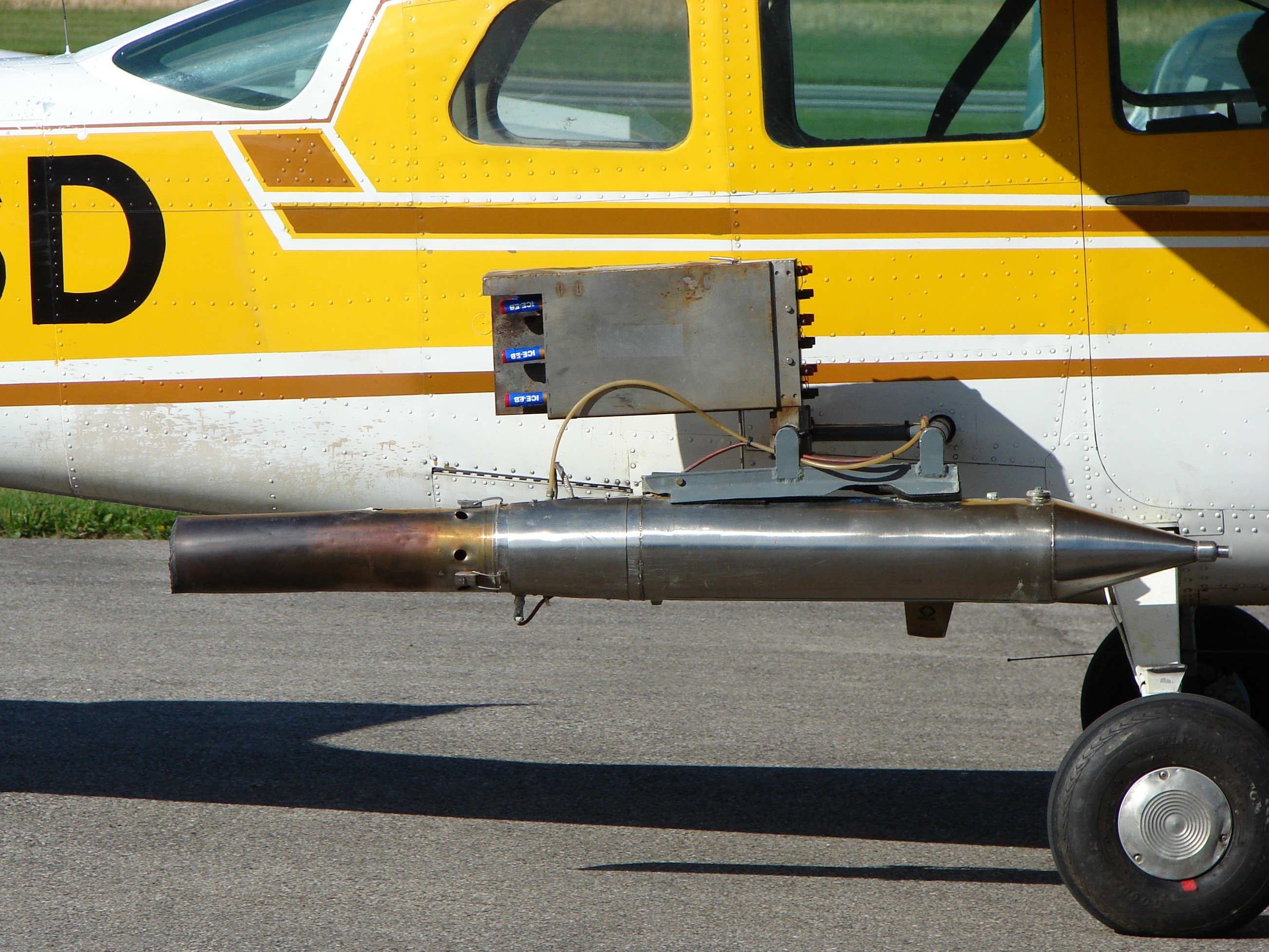
Cessna 210 amb un equip per sembrar núvols

Vincent Schaefer (1906–1993) descobrí el principi de la sembra de núvols el juliol de 1946, seguint les seves idees i les del Premi Nobel Irving Langmuir mentre escalava el Mont Washington a New Hampshire, Schaefer, associat amb Langmuir, creà una manera d'experimentar amb núvols sobrerefredats estimulant el creixement de cristalls amb productes com la sal, talc, sòls, pols i diversos productes químics. Aviat va experimentar amb el gel sec que era més efectiu.